# Município de Green (condado de Ross, Ohio)
O município de Green (em inglês: Green Township) é um município localizado no condado de Ross no estado estadounidense de Ohio. No ano de 2010 tinha uma população de 4 918 habitantes e uma densidade populacional de 43,7 pessoas por km².

## Geografia
O município de Green encontra-se localizado nas coordenadas 39° 25′ 57″ N, 82° 55′ 22″ O. Segundo a Departamento do Censo dos Estados Unidos, o município tem uma superfície total de 112.54 km², da qual 111,89 km² correspondem a terra firme e (0,57 %) 0,64 km² é água.

## Demografia
Segundo o censo de 2010, tinha 4 918 pessoas residindo no município de Green. A densidade populacional era de 43,7 hab./km².